# Umberto Turconi
Umberto Turconi (fl. XX secolo) è stato un ciclista su strada italiano.

## Carriera
Attivo nella stagione 1910, prese parte al Giro d'Italia, classificandosi al ventesimo e ultimo posto con 161 punti.

## Piazzamenti

### Grandi Giri
- Giro d'Italia

1910: 20º